# TV Fürth 1860
TV Fürth 1860 is een Duitse omnisportclub uit de Beierse stad Fürth. De club is met 23 sporten en meer dan 5.000 leden de tweede grootste club van Beieren.

## Voetbal
In september 1903 werd SpVgg Fürth opgericht als onderdeel van de turnvereniging. In 1906 splitste de club zich van TV Fürth af omdat ze vonden dat ze te weinig ondersteuning kregen van de moederclub. SpVgg zou later drie keer Duits landskampioen worden. Later begon de club wel opnieuw met een voetbalafdeling. In 1973 werd SG Quelle/1860 Fürth opgericht dat de voetbalafdeling overnam, maar wel nog deel uitmaakte van TV Fürth.